# Hrvatski jezični portal
Hrvatski jezični portal (HJP) prvi je rječnik hrvatskoga jezika distribuiran internetom. Projekt je pokrenulo izdavačko poduzeće Novi Liber oko svoje rječničke baze. Suosnivač je portala Sveučilišni računski centar (Srce), koji je pružao informatičku podršku i udomljavao portal.
 Od 2004. godine portal se nalazi na adresi hjp.srce.hr, ali se od 2012. preusmjerava na hjp.novi-liber.hr.
Nakladnička kuća Znanje 2015. godine preuzela je poslovanje Novog Libera i Hrvatskog jezičnog portala, pa je u skladu s tim promijenjena adresa službene stranice u hjp.znanje.hr.
Portal prvenstveno nudi pretragu rječničke baze, a osim toga sadrži i rubriku Povijest hrvatskoga jezika s 34 dokumenta (različiti tekstovi uglednih autora, povijesne ustave itd.) te upute za uporabu.

## Rječnička baza
Rječnička baza Hrvatskog jezičnog portala nastala je na temelju rječničkih i leksikografskih izdanja Novoga Libera.:
- Rječnik hrvatskoga jezika, V. Anić (I. izdanje 1991., II. izdanje 1994., i III. izdanje 1998.)
- Pravopis hrvatskoga jezika, V. Anić – J. Silić (2001.)
- Veliki rječnik hrvatskoga jezika, V. Anić (2003. priredila Ljiljana Jojić)
- Kronologija: Hrvatska, Europa, Svijet (grupa autora, urednik I. Goldstein; 1996.)
- Rječnik stranih riječi, Anić – Goldstein (I. izdanje 1998., II. izdanje 2000.)
- Hrvatski enciklopedijski rječnik (uređivački odbor: prof. dr. Vladimir Anić, prof. dr. Ranko Matasović, prof. dr. Ivo Pranjković, dr. Dunja Brozović-Rončević, prof. dr. Ivo Goldstein, Slavko Goldstein, mr. Ljiljana Jojić, Ljiljana Cikota; 2003.)

Baza sadrži 116.516 osnovnih riječi, s otprilike 60.000 primjera, 18.000 sintagmi i 10.000 frazeoloških izraza. Za natuknice u bazi mogu se uključiti ili isključiti moduli koji se prikazuju, a to su:
- osnovni gramatički podatci (naglasak, oznaka vrste riječi, sklonidba...)
- definicija (ili više njih ako ih riječ ima)
- sintagma
- frazeologija
- onomastika
- etimologija

Za prikazivanje rječničke baze stvoren je poseban font „Libersina”, koji obuhvaća slovne i ostale tipografske znakove potrebne za ispravno prikazivanje sadržaja, ali i bez njega portal je gotovo potpuno funkcionalan. Na primjer, bez toga fonta jedno od značenja riječi „kum” prikazat će se kao „kẉm”, odnosno čitatelj će biti uskraćen za vrstu naglaska na riječi, ali će i dalje vidjeti definiciju i ostale module.

## Značaj
Hrvatski jezični portal postao je nezaobilazno mrežno mjesto svima koji se bave jezikom, kako pojedincima, tako i raznim ustanovama, prvenstveno obrazovnim.
O značaju Hrvatskog jezičnog portala svjedoče brojne poveznice na mrežnim stranicama, najčešće škola i sveučilišta, ali i drugih portala i institucija.
I sâma Wikipedija te Wječnik često se služe HJP-om za referenciranje, obično za pojmove koji se nalaze u rječnicima i leksikonima.

## Vanjske poveznice
- Službena stranica portala.